# Evangelischer Friedhof (Harpstedt)
Der evangelische Friedhof Harpstedt ist ein Friedhof im Flecken Harpstedt im niedersächsischen Landkreis Oldenburg.
Der Begräbnisplatz für die Verstorbenen aus der evangelischen Christus-Kirchengemeinde Harpstedt liegt im östlichen Teil von Harpstedt zwischen der Dünsener Straße (=  Landesstraße L 338) im Nordwesten und dem Börderweg im Süden. Der kirchliche Friedhof ist ca. 220 m lang und maximal ca. 190 m breit. 

## Geschichte
Der Friedhof wurde 1860 angelegt und in den Jahren 1883 und 1895 erweitert. Eine um 1865 erbaute Friedhofskapelle wurde 1940 bei einem Fliegerangriff zerstört. Eine neue Friedhofskapelle wurde 1958/59 errichtet. Sie beherbergt zwei Läuteglocken aus dem Jahr 1959 (beide aus Bronze; Glocke I: dʼʼ, Inschrift: „Selig sind die Toten, die in dem Herrn sterben“; Glocke II: gʼʼ, Inschrift: „Kommt wieder, Menschenkinder“). Ein ehemaliger kirchlicher Friedhof existiert rund um die Kirche.

## Besonderheiten
Auf dem Friedhof ruhen insgesamt 23 Tote des Zweiten Weltkrieges und der nationalsozialistischen Gewaltherrschaft in zwei gepflegten Gräberfeldern: 
- In einer von einer Hecke umgrenzten Anlage ruhen elf deutsche Soldaten. Sie sind zwischen dem 7. und dem 18. April 1945 bei den Endkämpfen um Harpstedt und Dünsen gefallen.
- In der Friedhofsmitte an einem Rondell Richtung Kapelle befindet sich ein ebenfalls mit einer Hecke umsäumtes Sammelgrab. Die beiden Stelen nennen die Namen von jeweils sechs polnischen und sechs sowjetischen Kriegsgefangenen/Zwangsarbeitern, die im Zeitraum 1943 bis 1946 verstorben sind. Sie stammten möglicherweise aus dem Gefangenenlager der Luftmunitionsanstalt Dünsen.[2]